# مغالطة النبرة
مغالطة النبرة (Fallacy of accent)، ويُشار إليها أيضاً باللكنة المُضللة أو مغالطة اللكنة أو مغالطة اللهجة ، هي نوع من أنوع مغالطات الالتباس غير الصوريَّة التي تنشأ عندما يتم تغيير معنى الجملة من خلال تغيير نبرة الحديث أو إيقاعه بطريقة غير مألوفة، وفي النصوص المكتوبة تتجلى هذه المغالطة بترك الكلمة التي كان من المفترض أن ينصب عليها التركيز غير واضحة أو غير محددة بدقة.

## التاريخ
يسرد الفيلسوف اليوناني أرسطو في كتابه التفنيد السفسطائي Sophistical Refutations ثلاثة عشرة نوعاً من المغالطات، منها المغالطة التي يسميها باليونانية προσῳδία والتي تُرجمت لاحقاً إلى «لكنة»، كان فهم معنى هذا المغالطة صعباً إلى حدٍّ ما ولكنَّه يُفسر عموماً بالالتباس الذي يحدث عندما تُفهم كلمة يقولها شخص معين من قبل شخص آخر بسبب تغيير النبرة الصوتية أو لهجة الحديث.

## تفاصيل مغالطة النبرة
تعتبر مغالطة النبرة أو مغالطة اللكنة واحدة من المغالطات الرئيسية التي وصفها أرسطو وهو أول فيلسوف يصنف ويصف بشكل منهجي الأخطاء المنطقية مثل هذه المغالطة، لكن اللكنة كانت مغالطة في لغة أرسطو اليونانية الأصلية أكثر مما هي للناطقين باللغة الإنجليزية اليوم، ففي اليونانية القديمة كانت اللهجة مهمة جداً للمعنى لأنَّ الكلمة المكتوبة مع هجاء واحد يمكن أن يكون لها أكثر من نطق ومعنى وبالتالي يمكن إنشاء كلمات متعددة من نفس الأحرف، ولم تتضمن اللغة اليونانية المكتوبة علامات التشكيل التي توضح طريقة اللفظ، وهكذا يمكن أن يكون للغة اليونانية المكتوبة مغالطات نبرة في معاني النص المكتوب وهذه المغالطات ستغير من معنى الكلمة الأصلي.
يبدو اليوم أنَّه من النادر في اللغة الإنجليزية الحديثة أن تكون قادراً على خلق مغالطة نبرة بكلمة لها معانٍ متعددة اعتماداً على تغيير اللكنة أو اللهجة، ولكنَّ هذا الأمر ممكن الحدوث والأمثلة عليه موجودة ومعروفة.

## الجدال السفسطائي
يستخدم مصطلح الجدال السفسطائي في الثقافة المعاصرة لوصف المغالطات، ففي هذا الجدال يسعى أحد الطرفين للمرواغة وكسب النقاش باستخدام حجج وبراهين لا علاقة لها بصلب الموضوع أو هدفه، وإنَّما يلتف حوله اعتماداً على حجج كاذبة مُضللة.
نشأت ظاهرة السفسطة في اليونان القديمة في القرن الخامس قبل الميلاد مع ظهور مجموعة كبيرة من مدعي العلم والفلسفة والحكمة مع أنَّهم لا يتمتعون بثقافة واسعة أو خلفية علمية كبيرة وإنما هم بارعون في البلاغة والخطابة ويستخدمون هذه البراعة لقلب الحقائق وخلط الأمور مع قدرة على النقاش والجدال إلى ما لانهاية وبدون ملل.